# Gasperich
Gasperich är en stadsdel i staden Luxemburg, 3 kilometer söder om stadens centrum. Gasperich ligger 287 meter över havet och antalet invånare är 5 247.